# Casinaria corrupta
Casinaria corrupta är en stekelart som beskrevs av Walley 1947. Casinaria corrupta ingår i släktet Casinaria och familjen brokparasitsteklar. Inga underarter finns listade.